# Dirk Raphaelszoon Camphuysen

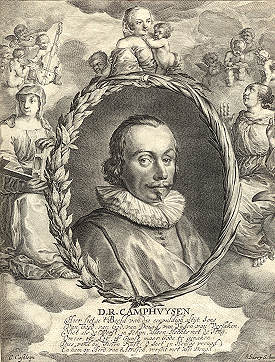
Dirk Raphaelzoon Camphuysen

Dirk Raphaelzoon Camphuysen (auch:Dirck Raphaelsz Camphuysen, * 1586 in Gorinchem; † 18. Juli 1627 in Dokkum) war ein niederländischer Dichter, Sprachlehrer, Prediger und Buchdrucker.

## Leben
Camphuysen begann 1608 ein Studium der Theologie an der Universität Leiden, das er jedoch 1611 ohne Abschluss abbrach. Er arbeitete dann als Hauslehrer und Privatsekretär auf Schloss Loevestein, wo er auch seine theologischen Studien fortsetzte. 1614 wurde er Lehrer an der Lateinschule in Utrecht. 1616 schon in Utrecht als Hilfsprediger angestellt, wurde er nach abgelegtem Examen 1617 als Prediger in Vleuten berufen. Weil er zu den Remonstranten gehörte, wurde er 1619 nach der Synode  von Dordrecht abgesetzt und im folgenden Jahr, da er illegal weiter predigte, aus den Niederlanden verbannt. Camphuyzen wich in die Stadt Norden in Ostfriesland aus, wo der lutherische Graf Enno III. auch die Remonstranten tolerierte. Dort betrieb er zusammen mit Pieter Arentsz. eine Druckerei, in der etwa 14 Bücher gedruckt wurden; neben Camphuysens eigenen Werken u. a. auch Werke von Sebastian Franck und weitere Bücher zur Unterstützung der remonstrantischen Sache.
Ende 1622 ging Camphuysen zurück in die Niederlande. Im westfriesischen Harlingen schrieb er sein erfolgreichstes Werk Stichtelycke Rymen, eine Sammlung geistlicher Lieder. Später lebte er auf Ameland und zuletzt in Dokkum, wo er kurz vor dem Tod eine Nachdichtung der Psalmen fertig stellte. Sie wurde postum veröffentlicht und erlebten bis 1700 18 Ausgaben.
In den Stichtelycke Rymen, die bis zum Ende des 17. Jahrhunderts mindestens 34 weitere Auflagen erlebten, ist erstmals die Melodie zu finden, die später für das Osterlied Hoe groot de vruchten zijn verwendet wurde. In der deutschen Übersetzung steht das Lied als Der schöne Ostertag im Evangelischen Gesangbuch als Nr. 117 abgedruckt.

### Werke
- Stichtelycke rymen, Teil 1, Ausgabe 1624